# San Francesco Saverio alla Garbatella (titre cardinalice)
La diaconie cardinalice de San Francesco Saverio alla Garbatella (Saint François-Xavier à Garbatella) est érigée par le pape Jean-Paul II le 21 février 2001 et rattaché à l'église église San Francesco Saverio alla Garbatella qui se trouve dans le quartier Ostiense au sud de Rome.

## Titulaires
| - Leo Scheffczyk (2001 - 2005) - Franc Rodé (2006-2016), pro hac vice (depuis le 20 juin 2016) |

### Source
- (it) Cet article est partiellement ou en totalité issu de l’article de Wikipédia en italien intitulé « San Francesco Saverio alla Garbatella (diaconia) » (voir la liste des auteurs).